# Sphaenorhynchus palustris
Sphaenorhynchus palustris é uma espécie de anfíbio da família Hylidae. Endêmica do Brasil, pode ser encontrada nos estados do Espírito Santo e Bahia.